# Josip Bogdanović
Josip Bogdanović (Dubrovnik, 21. listopada 1960.), bivši je hrvatski nogometaš i sadašnji nogometni trener.  

## Igračka karijera
Sa šest godina došao je u Split, u školu za djecu s oštećenim sluhom. Živio je u đačkome domu, a potom i u domovima nekoliko obitelji. S 12 godina počeo je u splitskome Hajduku, gdje je prošao kroz omladinski pogon. Josip Bogdanović započeo je seniorsku igračku karijeru u RNK Splitu. Godine 1985. prešao je u zagrebački Dinamo gdje je igrao nekoliko sezona, a zatim je otišao igrati u inozemstvo. Nakon što je zaprešićki Inker osvojio Hrvatski nogometni kup 1992. godine došao je u Zaprešić i u Inkeru proveo tri godine. Igračku karijeru završio je u NK Lučkom 1998. godine.
Igrao je za hrvatsku nogometnu reprezentaciju gluhih od 1992. do 1998. godine.

### Igračke karakteristike
Izrazit ljevak, dobar tehničar izrađena udarca, naglašena smisla za skupnu igru.

### Mali nogomet
Igrao je za zagrebačke klubove Uspinjaču i Glama Brijeg.

## Trenerska karijera
Nakon završetka igračke karijere ostao je u nogometu kao trener. Bio je trener-igrač u NK Lučkom. Trener je u zagrebačkoj NK Lokomotivi od 2010. godine. Izbornikom je hrvatske nogometne reprezentacije gluhih.

## Vanjske poveznice
- Jozo Bogdanović Arhivirana inačica izvorne stranice od 20. veljače 2021. (Wayback Machine), statistika na hrnogomet.com
- Josip Bogdanović  Arhivirana inačica izvorne stranice od 3. prosinca 2014. (Wayback Machine), na povijest.gnkdinamo.hr

Životopisi, Dubrovnik